# Taylor Booth
Taylor Anthony Booth (* 31. Mai 2001 in Eden, Weber County, Utah) ist ein US-amerikanischer Fußballspieler. Der vielseitig einsetzbare Mittelfeldspieler wechselte als Jugendlicher zum FC Bayern München. Nach mehreren Spielen für die Amateurmannschaft in der 3. Liga war er zwischenzeitlich an den österreichischen Erstligisten SKN St. Pölten ausgeliehen und kam dort zu regelmäßigen Einsätzen. Anschließend kehrte er für ein Jahr zum FC Bayern zurück, spielte dort aber fast ausschließlich für die inzwischen in die Regionalliga abgestiegene Amateurmannschaft. Im Sommer 2022 wechselte er in die erste niederländische Liga zum FC Utrecht. Seit Februar 2025 spielt Booth für den FC Twente Enschede.
Booth spielte zudem für diverse Junioren-Nationalmannschaften der USA und nahm 2017 mit der U17-Nationalmannschaft an der U17-Weltmeisterschaft in Indien teil. Am 24. März 2023 debütierte er für die A-Nationalmannschaft.

## Biographie

### Anfänge in Utah
Taylor Booth wurde am 31. Mai 2001 in Eden geboren, einem kleinen Ort mit rund 600 Einwohnern im Weber County im Norden von Utah am Fuße der Rocky Mountains. Die Region ist vom Mormonentum geprägt, einer christlichen Glaubensgemeinschaft, der auch Taylor Booth im Rahmen der Kirche Jesu Christi der Heiligen der Letzten Tage angehört.
In seinen ersten Lebensmonaten hatte er mit Torticollis zu kämpfen, einer Fehlstellung des Halses, konnte aber erfolgreich therapiert werden. Seine weitere Entwicklung war durch seine Eltern vorgezeichnet, die im High-School- und Universitätsbereich durchaus erfolgreich Fußball gespielt hatten, auch seine beiden Brüder, einer älter, einer jünger als Taylor, spielen aktiv Fußball. Nach Angaben seiner Mutter war sein erstes Wort „Ball“ und für die fußballbegeisterten Söhne wurde sowohl im heimischen Garten als auch im Keller des Hauses jeweils ein Fußballfeld eingerichtet.
Als Taylor etwa fünf Jahre alt war, begann er, im Rahmen der American Youth Soccer Organization organisiert Fußball zu spielen, längere Zeit trainiert von seinem Vater.
Im Alter von rund elf Jahren folgte die Aufnahme beim La Roca Futbol Club im rund eine Autostunde entfernten South Weber. Jener Club mit dem spanischsprachigen Namen ist eine Fußballschule, 2005 von Adolfo Ovalle gegründet, einem Chilenen, der als Fußballprofi in seinem Heimatland, in Ecuador und zuletzt in Utah bei Utah Blitzz gespielt hatte.
Nachdem Ovalle dem Talent beste Voraussetzungen für eine erfolgreiche Laufbahn im Fußball bescheinigt hatte, folgte nach drei Jahren für den 14-jährigen Taylor nicht nur der Abschied vom La Roca Futbol Club, sondern auch der aus seinem Elternhaus.

### Mit 14 das Elternhaus verlassen
Es erfolgte der Wechsel zur Real Salt Lake Academy, deren jüngste Mannschaft die U15 darstellt. Der Vereinsname beruht auf der Sympathie des Clubgründers für den spanischen Rekordmeister Real Madrid. Da die Winter in Salt Lake City durchaus lang und schneereich ausfallen – die Stadt war Austragungsort der Olympischen Winterspiele 2002 – war die Jugendakademie bis 2018 zwecks besserer Spielbedingungen im wärmeren Casa Grande im Bundesstaat Arizona ansässig und damit über 900 Kilometer von Taylors Elternhaus entfernt.
In der Akademie entwickelte er seine fußballerischen Fähigkeiten weiter und wurde in diverse Juniorennationalmannschaften berufen, mit denen er auch mehrfach in Europa unterwegs war. Mit der U17-Nationalmannschaft nahm er im Herbst 2017 an der U17-Weltmeisterschaft in Indien teil und erreichte dort mit seinen Mannschaftskameraden das Viertelfinale, stand dort aber nur in jenem mit 1:4 gegen England verlorenen Viertelfinalspiel in der Startelf.
Längst war man natürlich auch im Ausland auf den vielseitigen Mittelfeldspieler aufmerksam geworden, der in den Nationalteams meist als Sechser spielt, selbst aber die offensivere Rolle auf der Acht oder der Zehn bevorzugt.

### Wechsel nach Europa
Taylor Booth stand schließlich vor der Wahl, bei Real Salt Lake zu bleiben und dort den Schritt in den Männerfußball zu vollziehen oder eines der zahlreichen Angebote aus verschiedenen Ländern anzunehmen. Sein Wunschziel war ohnehin Europa und so fiel seine Wahl schließlich auf den FC Bayern München. Der Junge war jedoch noch nicht volljährig und hätte als Nicht-EU-Bürger daher erst zu seinem 18. Geburtstag im Mai 2019 wechseln dürfen. Einer seiner Urgroßväter war aber einst aus Sizilien in die Vereinigten Staaten ausgewandert und so erhielt Taylor Booth in einer zeitintensiven Prozedur schließlich die italienische Staatsbürgerschaft und war damit ab Februar 2019 für den FC Bayern spielberechtigt, nachdem er bereits eine Zeitlang in München mittrainiert hatte.
Dort war Booth für die U19 eingeplant, reiste aber zunächst mit der Amateurmannschaft zu einem Trainingslager samt Testspiel ins texanische Dallas, kam aber bei jenem Spiel verletzungsbedingt nicht zum Einsatz. Ab März kam er dann nach auskurierter Verletzung erstmals bei der U19 in der A-Junioren-Bundesliga zum Zug, gegen Saisonende stand er jeweils in der Startelf im zentralen Mittelfeld. Das Team erreichte unter Trainer Sebastian Hoeneß jedoch nur den vierten Platz in der Südstaffel der A-Junioren-Bundesliga. Durch das lange Warten auf die Spielberechtigung ohne regelmäßige Spielpraxis im Verein und die große Konkurrenz im Mittelfeld der amerikanischen U20-Nationalmannschaft hatte Taylor Booth den Sprung von der U19- in die U20-Nationalmannschaft nicht geschafft und versäumte somit die in Polen stattfindende U20-Weltmeisterschaft.
Aufgrund einer neuerlichen Verletzung begann die Folgesaison ohne Booth, er stieß dann im Oktober wieder zum Team, agierte als Stammspieler im Mittelfeld zentral oder defensiv und kam auch regelmäßig in der UEFA Youth League zum Einsatz. Im März 2020 wurde die Saison aufgrund der sich ausbreitenden Corona-Pandemie im Jugendbereich zunächst unterbrochen und später endgültig abgebrochen. Mit seiner Mannschaft hatte Booth auf Platz 1 der Tabelle gestanden, in der Youth League war man dagegen bereits im Achtelfinale ausgeschieden. Bei den Bayern-Amateuren ging der Spielbetrieb in der 3. Liga jedoch ab Juni mit Geisterspielen weiter und der inzwischen 19-jährige Amerikaner kam dort bis Saisonende zu zwei Einsätzen. Mit dem Team wurde er Drittligameister.

### Von München nach Österreich und zurück
Den Auftakt der neuen Saison verpasste Booth wegen eines Bänderrisses und kam erst im Spätherbst zu zwei weiteren Einsätzen für die Amateurmannschaft der Münchner. Um Spielpraxis zu sammeln, wurde er im Februar 2021 bis Saisonende an den österreichischen Bundesligisten SKN St. Pölten verliehen. Beim ersten Punktspiel seines neuen Vereins nach seinem Wechsel war er noch nicht mit dabei, wohl aber beim zweiten, als er beim 1:1 des Tabellenachten bei der SV Ried die Vorarbeit zum Ausgleichstreffer leistete. Von da an kam er regelmäßig in der höchsten österreichischen Spielklasse zum Einsatz, teilweise auch als Einwechselspieler und auf unterschiedlichen Spielpositionen. Bis Saisonende kam er insgesamt zu 15 Bundesligaeinsätzen, dabei erzielte er drei Tore. Erfolgreich verlief die Saison für St. Pölten jedoch nicht, nach fünf Erstligajahren stieg das Team am Saisonende in die Zweitklassigkeit ab.
Nach seiner Zeit in Österreich kehrte Booth zur Saison 2021/22 wieder zu den Bayern-Amateuren zurück, die zwischenzeitlich in die viertklassige Regionalliga Bayern abgestiegen waren. Unter dem Cheftrainer Julian Nagelsmann gehörte er zudem dem erweiterten Profikader an, sein einziger Pflichtspieleinsatz für die Profis war eine Einwechslung in der ersten Runde des DFB-Pokals beim 12:0-Sieg gegen den Fünftligisten Bremer SV im Laufe der zweiten Halbzeit.
Bei der Amateurmannschaft zählte er meist zur Startelf, fiel aber auch mehrfach verletzungsbedingt aus. Auf dem Spielfeld agierte er meist als Rechtsverteidiger, mitunter aber auch im defensiven oder zentralen Mittelfeld. Die Mannschaft belegte am Saisonende den zweiten Platz hinter der SpVgg Bayreuth und verpasste somit die Rückkehr in die 3. Liga. Ein besonderer Höhepunkt war für Taylor Booth im Dezember 2021 die erstmalige Berufung in die A-Nationalmannschaft der USA im Rahmen eines Testspiels gegen Bosnien-Herzegowina. Beim 1:0-Sieg im kalifornischen Carson kam er jedoch nicht zum Einsatz.

### Wechsel nach Utrecht
Bereits im Winter hatte sich der US-Amerikaner mit dem niederländischen Erstligisten FC Utrecht auf einen Drei-Jahres-Vertrag geeinigt und so erfolgte im Sommer 2022 sein endgültiger Abschied vom FC Bayern München.

### Wechsel nach Enschede
Im Februar 2025 wechselte Booth zum FC Twente Enschede.

## Persönliches
Im September 2020 wechselte auch Taylor Booths jüngerer Bruder Zach, ebenfalls Mittelfeldspieler, nach Europa und schloss sich dem englischen Erstligisten Leicester City an.